# Ismeret
Ismeretnek nevezzük a valóságra vagy annak valamely részére, témájára vonatkozó tapasztalatokat, általánosításokat, fogalmakat. Aki ismer valamit, az tájékozott (informált), tapasztalt a "valamiben", míg aki nem, annak hiányosak az ismeretei vagy nincs fogalma a dologról.
Az ismeret fogalom kapcsán meg kell különböztetnünk azt, ami a "feketedobozban", a fejünkben van, attól, amit ebből megosztunk a másik emberrel a valamilyen típusú kommunikációs aktusban. A történelemben az utóbbiak közül az írásbeli kommunikáció termékei maradtak fenn legnagyobb számban, így az ismeretek megjelenési formájáról, mások számára is emészthető ábrázolásáról szólva a nyelv, az írás és a könyv fogalmaink körül kereskedhetünk leggyorsabban, míg az ismeret reprezentáció, amely az ismeretek tipizálása, csoportosítása, tárolása, visszakeresése, átalakítása stb. műveletekre is gondolva – ma bonyolult, számítástechnikai képzettséget is igénylő területnek számít.
Az ismeretek tartalmi megkülönböztetésének egyik módja a kategorizálás, másik módja lehet a hordozó, műfaj, vagy az ismeret egyéb minősége (frissesség, érthetőség, hozzáférhetőség, ár stb.) szerint való. Számunkra itt és most talán a következő, ettől eltérő alapú osztályozásnak lehet különösebb haszna.

## Trivia
Az egy dolog, szó, fogalom kapcsán leghamarabb felidézhető adatok, tények, asszociációk. Ezek gyakran egybeesnek az adott szó első értelmező szótári jelentésével, a dolog kapcsán hallható reklámszövegekkel, a hétköznapokban használt fordulatokkal (közhelyek) stb. körével. A csoport prototipus alapján ezt triviának nevezzük. 
A triviát meghaladó terjedelmű, de jellegét még megtartó általánosítások valamilyen kategorizálási módszer szerint, valamilyen osztályozási rendszerbe, nómeklatúrába foglalt gyűjteményének vagy annak egy részének a neve a lexikális ismeretek.

## Recept
Az előbbiektől eltérő, tartalmát és bonyolultságát, nehézséget tekintve igen széles körű ismeret típus a recept (vagy angolul „how to..” és a „know-how”) amely lényegét tekintve azt tartalmazza, hogy miként és hogyan lehet vagy kell egy adott új vagy nem új dolgot előállítani, megcsinálni. Az étel elkészítésétől, praktikus házkörüli tennivalóktól az űrhajók vezetésének útmutatójáig ez számtalan, különböző hosszúságú és megfogalmazású, utasítás, algoritmus, szabályzat jellegű, főleg írott, erősen strukturált szövegeket jelent.
Az ismeretek differenciálatlan tengerében való másfajta szempontú eligazodást a nyelvtani ismeretek segítik. Onnan nézve egy szövegrész alapvetően két típusú: 
1. vagy cím, címke, elnevezés jellegű – és általában főnév, vagy névszói kifejezés,
2. vagy üzenet jellegű, azaz olyan szöveg, amely egy vagy több mondatból áll, amely szófüzérben az előbbi elemen kívül szerepel legalább egy állítmány is.

A cím, címke stb. típusú szöveg vagy ismeret valójában névként viselkedik, ezért az ismeretszerzés első lépcsőfokán áll, annak kezdete. Az üzenet ezzel szemben későbbi képződmény és a szövegnek mintegy konklúziója, befejezése.
Egy másik szemszögből (nyelvtan) ismereteink a mondatalkotó szótípusok, kifejezések szerint is csoportosíthatók, illetve maga a gondolkodás a különböző síkokon való haladás, átkapcsolás eszköze. Egy síkon belül (például mondat modell) a cél és az ok „billenőkapcsolós” viszonyban van, ahogy bizonyított tény, hogy a valóság leírására használt oksági és teleologikus modellek egyenértékűek, l. fizikában fénytan, mechanika.